# 协同神学院
协同神学院（Concordia Seminary）位于密苏里州圣路易斯西郊的克莱顿，是美国最大的路德宗神学院之一。该机构的主要任务是培训密苏里路德会的牧师、执事、传教士和教会领袖。

## 歷史
协同神学院成立于1839年，是美国第三古老的路德宗神学院 (最古老的葛底斯堡路德宗神学院成立于1826年，第二古老的南方路德宗神学院成立于1830年）。神学院最初设在密苏里州佩里县，1849年迁到圣路易斯。1926年建成了目前的校园。它是密苏里路德会兩間私立神學院之一。
圣路易斯神学院一度被认为是学术化的神学院，而韦恩堡的协同神学院被认为是实用的神学院。协同神学院颁发神学硕士、文学硕士和哲学博士学位。神学院被认为是神学上保守的。它不训练女性神职人员，也不接受用历史-语言方法解释圣经。

## 圣提摩太和圣提多礼拜堂
圣提摩太和圣提多礼拜堂作为协同神学院的礼拜场所，于1992年11月15日献堂。除了主要的崇拜空间，教堂建筑还包括唱诗班练习室、教室，教堂办公室，宿舍，和一个主要用于小型崇拜活动的教堂。

## 协同神学院图书馆
协同神学院图书馆的容量达到25万册图书，300人,为神学研究生和学者提供学习空间。其藏书有24.5万册，包括密苏里路德会的创始人和神学家的个人藏书。

## 路德雕像

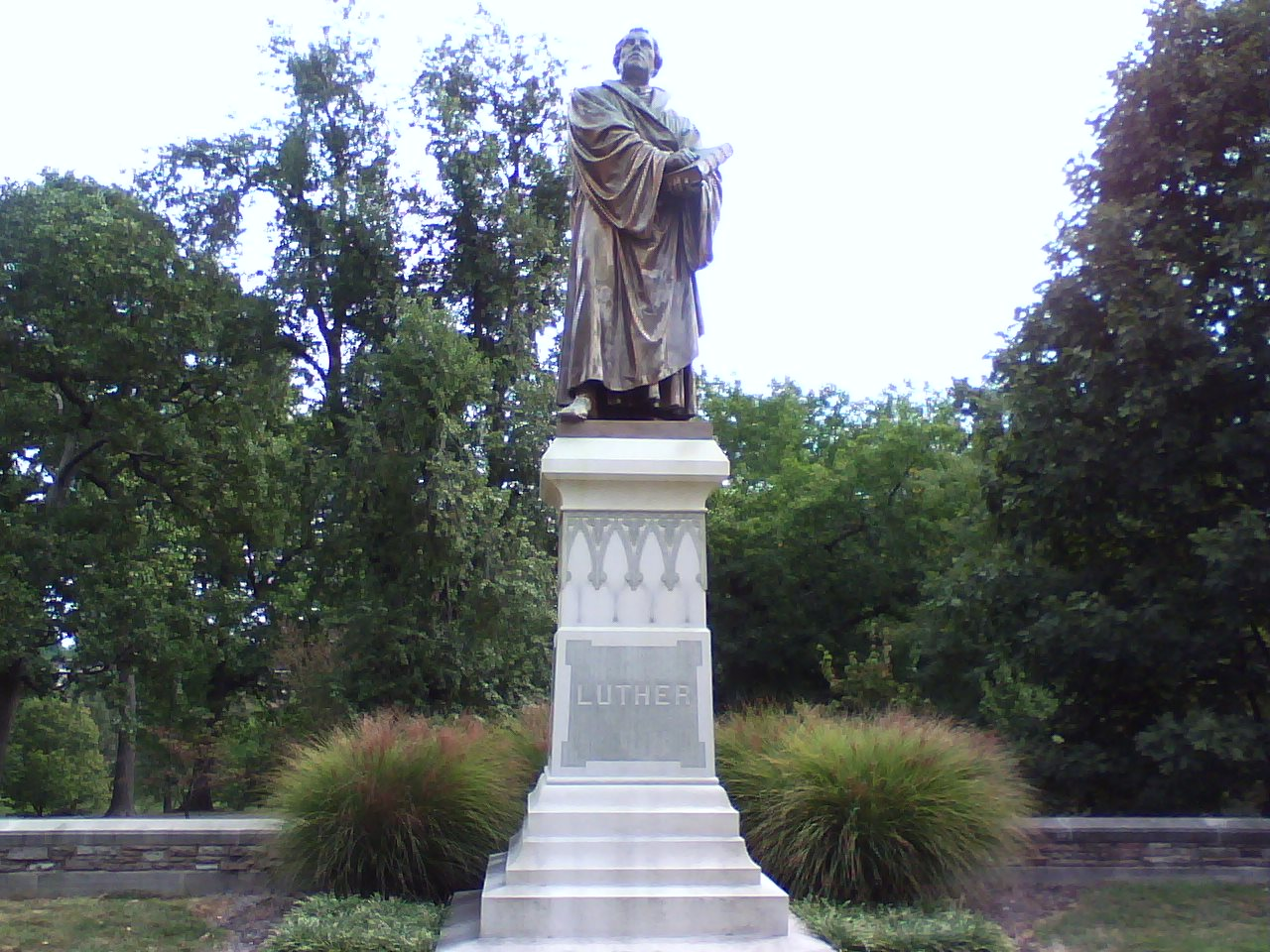
路德雕像

路德雕像位于创始人大厅旁边，最初在1903年立于圣路易斯杰斐逊大道的协同神学院原址。1926年，雕像搬到克莱顿新校园。该雕像是德国沃尔姆斯雕像的精确复制品。马丁·路德在那里的沃木斯议会上发表著名演讲“这是我的立场”。

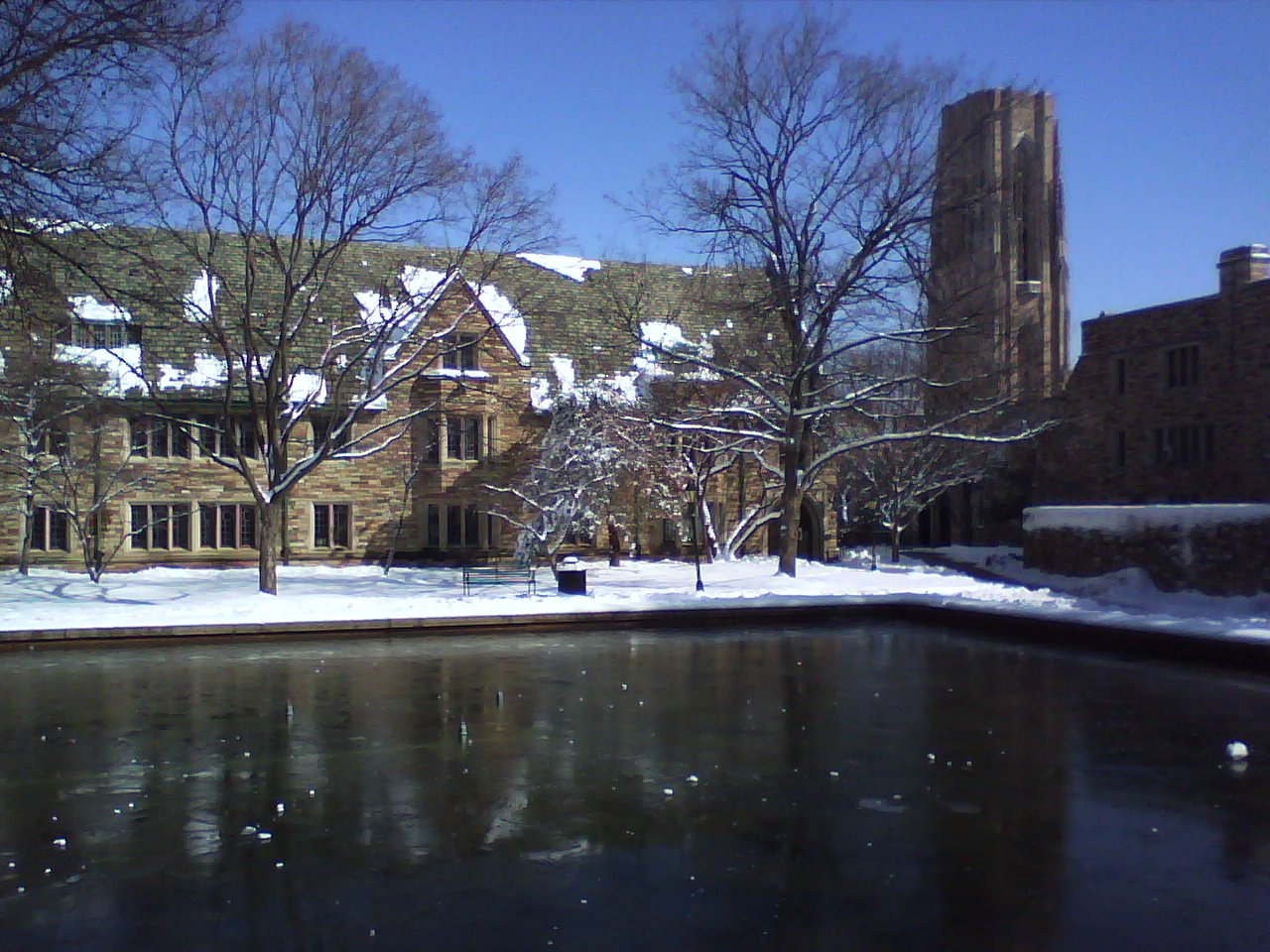

## 路德塔
路德塔由建筑师Charles Klauder设计，于1966年完工。它高度为156英尺（48）。其底部是一个小教堂，圣使徒教堂，上部有49口钟，最大的钟重2.5短噸（2,300），而最小的钟重17英磅（7.7）。

## 著名校友
- 理查德·約翰·紐豪斯, 著名天主教作家及喬治·沃克·布希的生物倫理顧問[3]